# 马里安·奥斯塔芬斯基
马里安·奥斯塔芬斯基（波蘭語：Marian Ostafiński，1946年12月8日—），波兰男子足球运动员，司职后卫。他曾代表波兰国奥队参加1972年夏季奥林匹克运动会足球比赛，获得一枚金牌。